# Stiftung Wallfahrtskapelle Maria Hilf Beselich
Die Stiftung Wallfahrtskapelle Maria Hilf Beselich ist eine gemeinnützige, rechtsfähige, kirchliche Stiftung des bürgerlichen Rechts.

## Stiftungszweck
Das Stiftungsziel ist die Förderung der Religion und des römisch-katholischen Glaubens sowie seine öffentliche Bekundung.
Dieses Stiftungsziel soll insbesondere verwirklicht werden durch Unterstützung und Förderung der
- Unterhaltung der Wallfahrtskapelle Maria Hilf in Beselich und der dazu gehörenden sieben Bildstöcke sowie des Betweges,

- Pflege der liturgischen Gegenstände einschließlich der Paramente und Ausstattung der Kapelle,

- Unterhaltung und Erneuerung der Orgel in der Kapelle und

- Pflege der Wallfahrtstraditionen für dieses Ensemble.

## Mittelverwendung

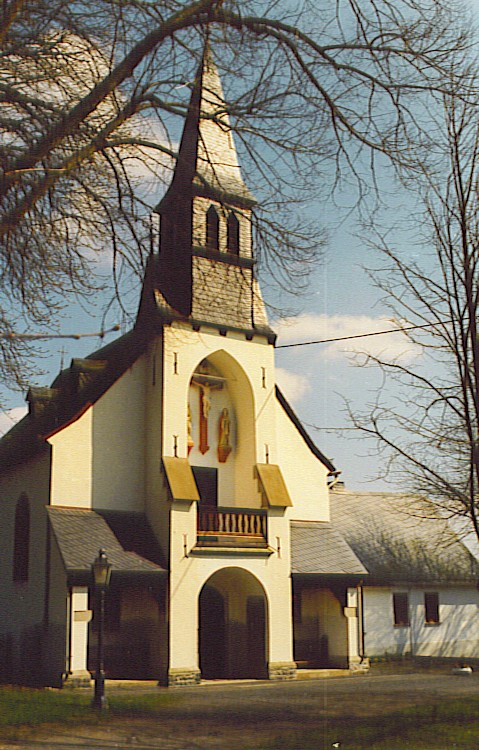
Kath. Wallfahrtskapelle Maria Hilf zu Beselich

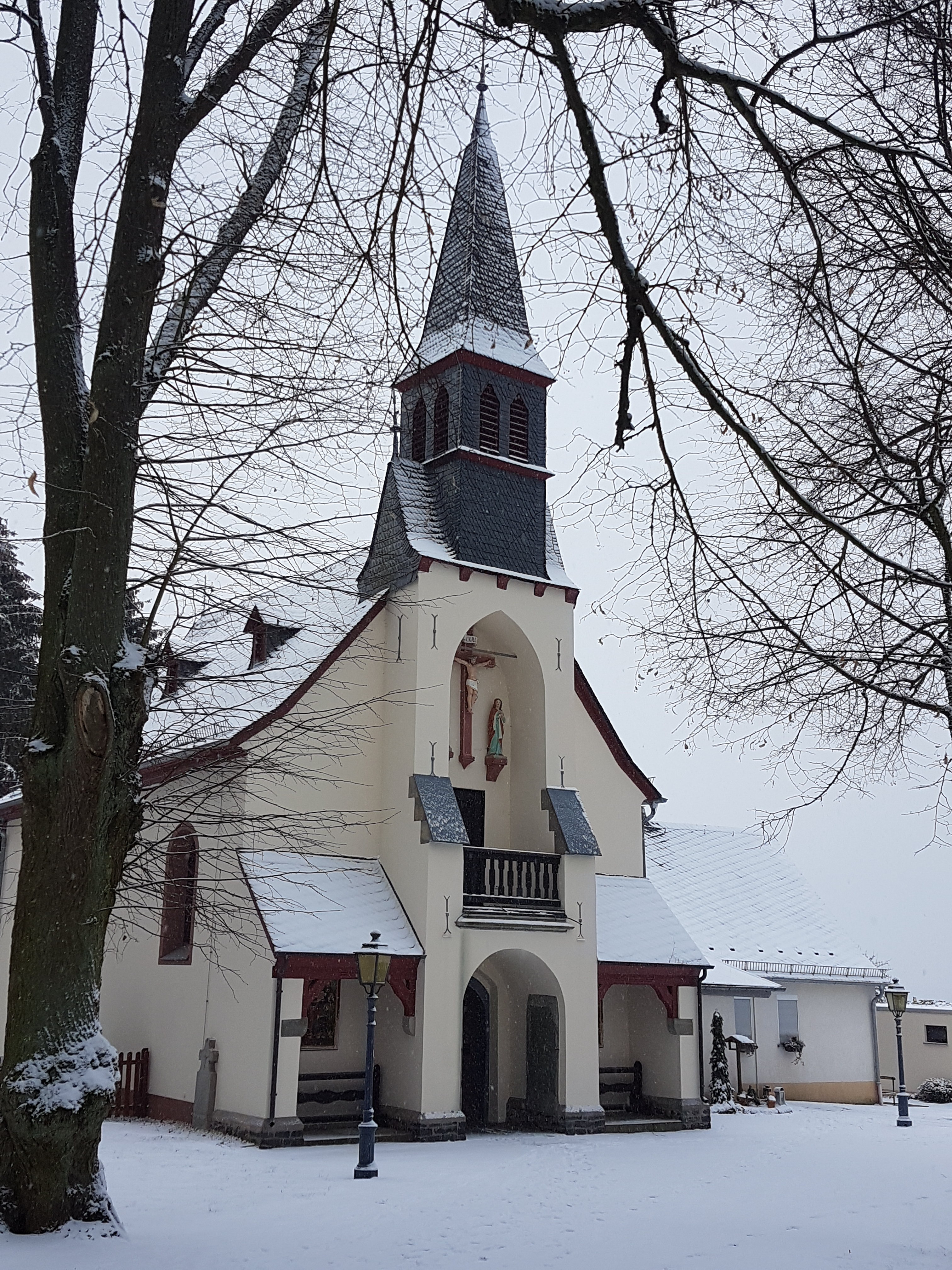
Die Kapelle im Januar 2019

Die Stiftung erfüllt ihre Aufgaben aus den Erträgen des Grundstockvermögens und des darüber hinausgehenden Stiftungsvermögens sowie aus den Zuwendungen Dritter, soweit diese nicht ausdrücklich als Zustiftungen zur Erweiterung des Grundstockvermögens bestimmt sind.
Die Einweihung der Orgel im April 2014 ist der erste Höhepunkt in der jungen Geschichte der Stiftung. Durch großzügige Spenden, Zuschüsse und Finanzerträge wurden die notwendigen Mittel für diese Orgel des Orgelbauers Schmid, einen Schrank und einen Liedanzeiger im Wert von über 40.000 Euro aufgebracht, ohne das Stiftungsvermögen anzutasten. In den Folgejahren wurden die Sanitäranlagen wetterfest gestaltet und den Erfordernissen bei den Außenanlagen nachgekommen. Im Jubiläumsjahr 2017 erfolgte ein kompletter Außenanstrich der Kapelle. Die historische Kommunionbank mit neogotischem Blattwerkornament aus dem Anfang der 1880er Jahre wurde im Frühjahr 2020 restauriert. Zwei neu gepflanzte und im Mai 2022 eingeweihte Rotbuchen säumen den Ausgang des Kapellengartens. Im Sommer 2023 wurden die beiden Relieftafeln in den überdachten Nischen an der Frontseite der Wallfahrtskapelle von einer Kölner Restaurierungswerkstatt konserviert und restauriert.

## Wallfahrtskapelle Maria Hilf Beselich
Die Marienkapelle besteht seit dem Jahr 1767 und stellt einen bedeutenden Wallfahrtsort im Bistum Limburg dar. Die Kapelle befindet sich auf dem Beselicher Kopf in der gleichnamigen Gemeinde Beselich im hessischen Landkreis Limburg-Weilburg.
Die sieben Kapellchen zum Gedächtnis der Schmerzen Mariens auf dem Betweg im Wald von Obertiefenbach zur Kapelle Beselich gehören zu dem Ensemble der Wallfahrtskapelle.

### 250-Jahr-Feier im September 2017
Mit dem feierlichen Pontifikalamt vor der Kapelle Beselich wurde die 250-Jahr-Feier eröffnet. Pfarrer César Mawanzi begrüßte die große Menschenmenge von nahezu 1000 Gläubigen. Besonders wurde der Limburger Bischof Georg Bätzing begrüßt, der im Kreise von Konzelebranten die Heilige Messe feierte.

## Organe der Stiftung
Organe der Stiftung sind der Vorstand und das Kuratorium. Alle Mitglieder der Stiftungsorgane üben ihre Tätigkeit ehrenamtlich aus.

### Stiftungsvorstand
Der Stiftungsvorstand besteht aus sieben vom Verwaltungsrat der Katholischen Kirchengemeinde „St. Johannes Nepomuk“ Hadamar gewählten Personen, wobei mindestens die Hälfte des Vorstandes aus Mitgliedern der bisherigen Kirchengemeinden St. Ägidius Obertiefenbach oder St. Marien Niedertiefenbach stammen müssen. Der Vorstand verwaltet die Stiftung im Rahmen dieser Satzung und der Vorgaben der Stiftungsaufsicht, die vom Bischöflichen Ordinariat Limburg ausgeübt wird.

### Kuratorium
Das Stiftungskuratorium besteht aus sieben vom Pfarrgemeinderat der Katholischen Kirchengemeinde „St. Johannes Nepomuk“ Hadamar gewählten Personen, wobei mindestens die Hälfte des Vorstandes aus Mitgliedern der bisherigen Kirchengemeinden St. Ägidius Obertiefenbach oder St. Marien Niedertiefenbach stammen müssen. Das Kuratorium beschließt über alle grundsätzlichen Fragen, die zum Aufgabenbereich der Stiftung gehören und wacht insbesondere über die satzungsgemäße Verwendung der Stiftungsmittel.

## Ausblick

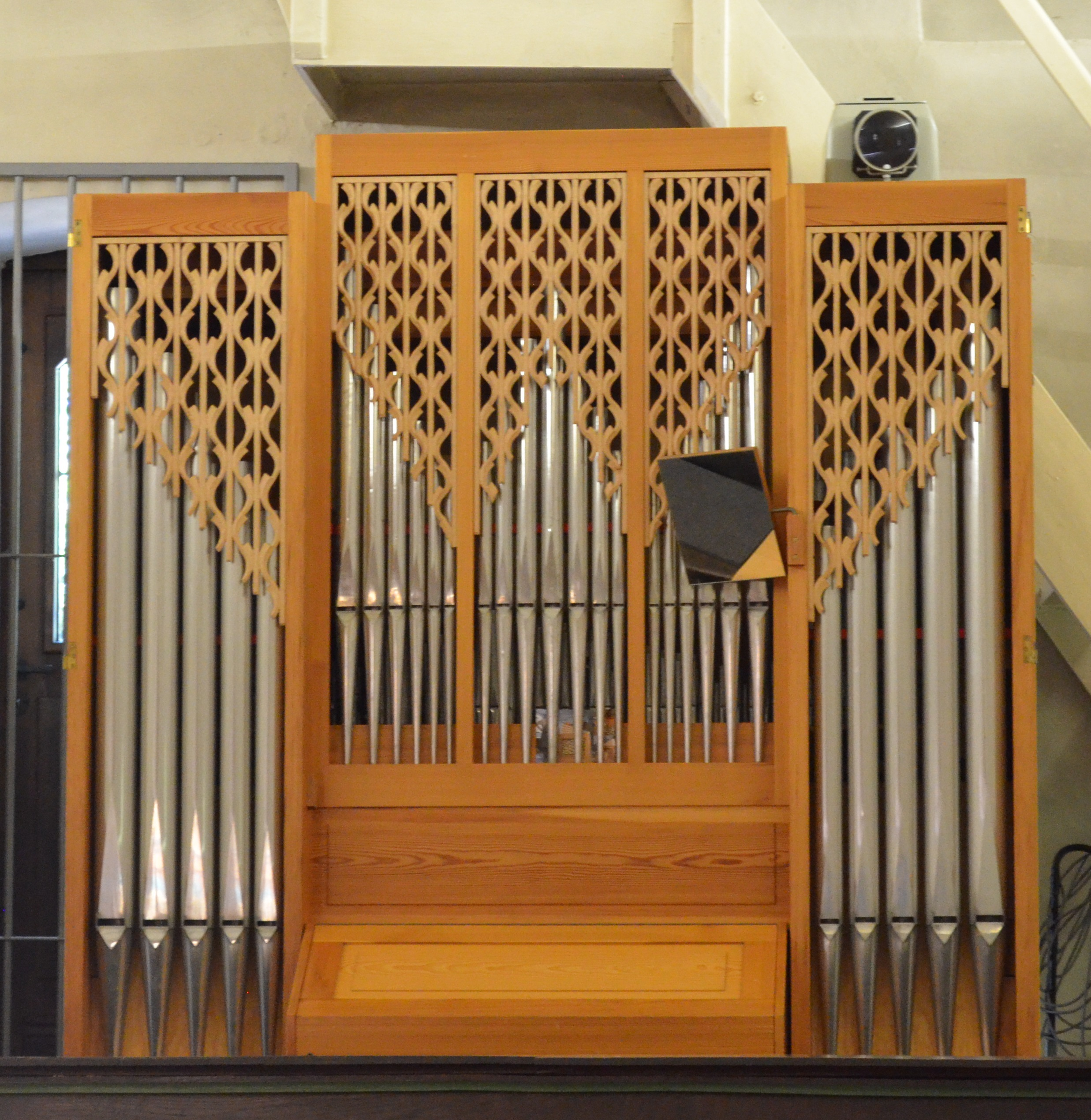
Die 2014 angeschaffte Pfeifenorgel

Die Stiftung hat in ihrer noch jungen Geschichte ihren Zweck erfüllt und bei vielen Personen Spendenfreude geweckt. Die langfristige Anlage des Stiftungsvermögens mit relativ gleichbleibenden Erträgen wird ebenso dazu beitragen, dass dauerhaft Mittel für die mehr als 250 Jahre alte Kapelle verfügbar sind. Vor diesem Hintergrund sehen die Stiftungsorgane eine gute Basis, dass die Stiftungszwecke weitestgehend erfüllt werden können.